# Бланкензе (Мекленбург)
Бланкензе (њем. Blankensee) општина је у њемачкој савезној држави Мекленбург-Западна Померанија. Једно је од 53 општинска средишта округа Мекленбург-Штрелиц. Према процјени из 2010. у општини је живјело 1.841 становника. Посједује регионалну шифру (AGS) 13055004.

## Географски и демографски подаци
Бланкензе се налази у савезној држави Мекленбург-Западна Померанија у округу Мекленбург-Штрелиц. Општина се налази на надморској висини од 80 метара. Површина општине износи 56,0 km².

## Становништво
У самом мјесту је, према процјени из 2010. године, живјело 1.841 становника. Просјечна густина становништва износи 33 становника/km².